# Serhij Lajewskyj
Serhij Mykolajowytsch Lajewskyj (ukrainisch Сергій Миколайович Лаєвський, englische Transkription Serhiy Layevskyy, russisch Серге́й Никола́евич Лае́вский Sergei Nikolajewitsch Lajewski; * 3. März 1959) ist ein ehemaliger ukrainischer Leichtathlet, der für die Sowjetunion im Weitsprung an den Start ging. Aktuell ist er Inhaber des Landesrekordes im Weitsprung und wurde 1986 in Stuttgart Vizeeuropameister.

## Sportliche Laufbahn
Erste internationale Erfahrungen sammelte Serhij Lajewskyj vermutlich im Jahr 1985, als er bei den Halleneuropameisterschaften in Piräus mit einer Weite von 8,14 m die Bronzemedaille hinter den Ungarn Gyula Pálóczi und László Szalma gewann. Im Jahr darauf belegte er bei den Halleneuropameisterschaften in Madrid mit 8,05 m den fünften Platz und im Juli gewann er bei den Goodwill Games in Moskau mit 8,20 m die Bronzemedaille hinter seinem Landsmann Robert Emmijan und Larry Myricks aus den Vereinigten Staaten. Anschließend sicherte er sich bei den Europameisterschaften in Stuttgart mit 8,01 m die Silbermedaille hinter seinem Landsmann Robert Emmijan. 1987 gelangte er bei den Halleneuropameisterschaften in Liévin mit 7,82 m auf den neunten Platz und im September wurde er bei den Weltmeisterschaften in Rom mit 8,08 m im Finale Neunter. Daraufhin trat er nicht mehr international in Erscheinung.
In den Jahren von 1984 bis 1987 wurde Lajewskyj sowjetischer Meister im Weitsprung und 1992 wurde er der erste ukrainische Landesmeister in dieser Disziplin.